# Anita Rátvay
Anita Rátvay (Baja, 25 aprile 1966) è un'ex cestista ungherese.

## Carriera
Con l'Ungheria ha disputato tre edizioni dei Campionati europei (1987, 1989, 1993), vincendo una medaglia di bronzo.